# Шварцбург-Рудольштадт
Шварцбург-Рудольштадт (нем. Schwarzburg-Rudolstadt) — германское государство владетельного дома Шварцбург, существовавшее в 1583—1909 годах. Первоначально графство, с 1710 года имперское княжество. Столица — город Рудольштадт. Население — 93 тысячи человек, 8 городов, 150 коммун. Подавляющее число жителей протестанты. Территориально княжество состояло из двух отдельных частей: главная, так называемые «Верхние владения» (Обергершафт, площадью 733,1 км², 80 % населения), располагалась в Тюрингенском Лесу и граничила с территориями Саксен-Веймара, Саксен-Мейнингена, Шварцбург-Зондерсгаузена. Вторая часть княжества, так называемые «Нижние владения» (Унтергершафт, площадь 207,6 км², 20 % населения), была окружена территориями Пруссии, Шварцбург-Зондерсгаузена и Саксен-Веймара. В самую южную часть княжества заходили северные отроги Франконского леса. По территории княжества протекала река Заалах с притоками Локвиц, Зорниц и Шварца, а также реки Ильм, Випра, Гера и Виццер.

## Форма правления
Форма правления — конституционная монархия. Глава государства — рейхсфюрст (имперский князь). В соответствии с конституционными законами 21 марта 1854 года и 16 ноября 1870 года законодательным органом является ландтаг, состоящий из 16 депутатов, из которых четверо выбираются группой населения, платящей высший размер налогов, а 12 — всеми остальными. Ландтаг избирается на 3 года. Исполнительная власть находится в руках ответственного перед ландтагом министра. Высшей судебной инстанцией служит оберландгерихт в Йене, вторую инстанцию представляет ландгерихт в Рудольштадте; 7 амтсгерихтов.

## Государственные финансы
Доходы и расходы ежегодно составляли около 3 млн марок. Доходы с доменов — около 300 тыс. марок — шли на содержание княжеской фамилии. Государственный долг — 4 миллиона марок. В имперском союзном совете княжество имело одного уполномоченного, в рейхстаг посылало одного депутата. В военном отношении контингент княжества входил в состав 7-го Тюрингенского (№ 96) пехотного полка.

## История княжества
Родоначальником линии Шварцбург-Рудольштадт был Альбрехт VII (умер в 1605 году). Его внук Альбрехт Антон II был возведен в 1710 году в имперские князья. В этой линии управление княжеством в течение XVIII века переходило, за одним исключением, по прямой нисходящей линии. 

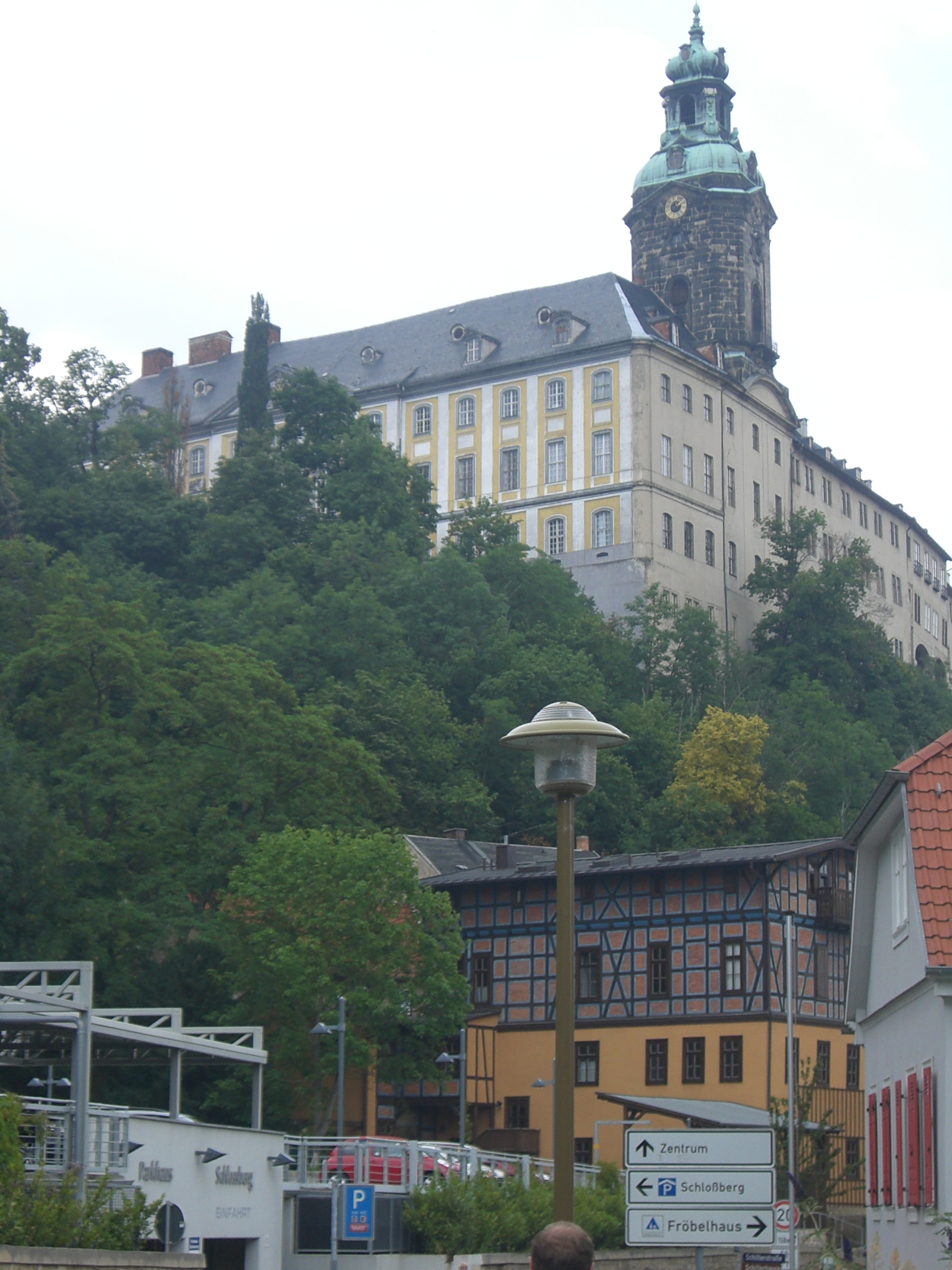
Хайдексбург — главная резиденция рудольштадтской ветви Шварцбургов

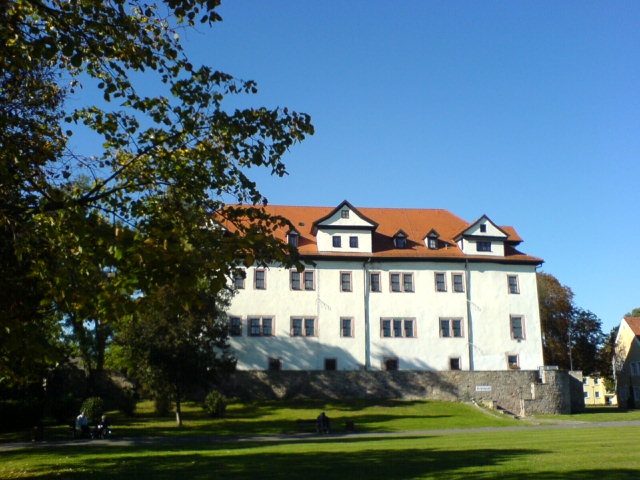
Замок Франкенхаузен — загородная резиденция Шварцбургов

Людвиг Фридрих вскоре после вступления в члены Рейнского союза (1807 год) умер. Его сын Фридрих Гюнтер, вступив в члены Германского союза, ликвидировал свои вассальные отношения к Пруссии, к которой перешли прежние сюзеренные права Саксонии, и к Саксен-Гота и Саксен-Кобургу. 2 января 1816 года князь октроировал конституцию.
Революционное движение в 1848 году не приняло здесь широких размеров и было быстро подавлено. Новой конституцией 1856 года были отменены некоторые изданные в 1848 году в демократическом духе законы. В споре Австрии с Пруссией в 1866 году князь стал на сторону Пруссии и 18 августа признан самостоятельным членом Северогерманского союза, а с 18 января 1871 года — Германской империи. 16 августа 1870 года ландтаг отказом в утверждении бюджета добился более свободного избирательного закона.

## Графы иимперские князья(с 1710) Шварцбург-Рудольштадт младшей линии (1583—1909)
- Альбрехт VII (16.1.1537—10.4.1605) 1583—1605, сын графа Гюнтера XL Шварцбург-Бланкенбург
- Карл Гюнтер I (6.11.1576—24.9.1630) 1605—1630, сын Альбрехта VII
- Людвиг Гюнтер I (27.5.1581—4.11.1646) 1630—1646, сын Альбрехта VII
- Альбрехт Антон II (2.3.1641—15.12.1710) 1646—1710, 1-й рейхсфюрст, сын Людвига Гюнтера I
- Людвиг Фридрих I (25.10.1667—24.6.1718) 1710—1718, сын Альбрехта Антона II
- Фридрих Антон I (14.8.1692—1.9.1744) 1718—1744, сын Людвига Фридриха I
- Иоганн Фридрих I (8.1.1721—10.7.1767) 1744—1767, сын Фридриха Антона I
- Людвиг Гюнтер II (22.10.1708—29.8.1790) 1767—1790, сын Людвига Фридриха I
- Фридрих Карл I (7.6.1736—13.4.1793) 1790—1793, сын Людвига Гюнтера IV
- Людвиг Фридрих II (9.8.1767—28.4.1807) 1793—1807, сын Фридриха Карла I
- Фридрих Гюнтер I (6.11.1793—28.6.1867) 1807—1867, сын Людвига Фридриха II
- Альберт I (30.4.1798—26.11.1869) 1867—1869, сын Людвига Фридриха II
- Георг I Альберт (23.10.1838—19.1.1890) 1869—1890, сын Альберта I
- Гюнтер Виктор (21.8.1852—16.4.1925) 1890—1909, сын Франца Фридриха Карла Адольфа, сына Карла Гюнтера, сына Фридриха Карла I

## Имперские князья (рейхсфюрсты)Шварцбург (1909—1918)
- Гюнтер Виктор (21.8.1852—16.4.1925) 1909—1918, отрёкся от престола 22.11.1918, сын Франца Фридриха Карла Адольфа, сына Карла Гюнтера, сына Фридриха Карла I